# ناحیه میله
ناحیه میله (به عربی: دائرة میلة) یک ناحیه در الجزایر است که در استان میله واقع شده‌است.